# Stop Islamisation of Denmark
Aturem la Islamització de Dinamarca (danés: Stop Islamiseringen af Danmark) és una organització danesa anti-islàmica fundada el 2005. El grup ha estat actiu en mobilitzar-se en contra de la construcció de mesquites a Dinamarca i aboga per demostracions de "llibertat d'expressió" amb relació a la controvèrsia dels dibuixos de Mahoma del diari Jyllands-Posten. El 2013 el grup va protestar per la discriminació vers els jueus. El group va ser fundat per l'anti-islàmic Anders Gravers Pedersen.